# 45e brigade Spetsnaz de la Garde
Pour les articles homonymes, voir 45e brigade.
La 45e brigade spetsnaz de la Garde (russe : 45-я отдельная гвардейская бригада специального назначения (45-я ОБр СпН) (unité militaire numéro 28337) est une unité militaire de reconnaissance et d'opérations spéciales des troupes aéroportées russes, basée près de Moscou, formée en 1994 sous le nom de 45e régiment de spetsnaz indépendant, transformé en brigade en 2015.
L'unité peut être utilisée pour des opérations contre des quartiers généraux et des dirigeants politiques ou militaires.

## Création
L'unité est créée en 1994, en tant que régiment comprenant le 901e bataillon d'assaut aérien et le 218e bataillon Spetsnaz des forces aéroportées russes. Le colonel Pavel Popovskikh est crédité de la création de la 45e Spetsnaz en tant que « sous-unité du futur », destinée à mener la guerre contre-insurrectionnelle pour laquelle les forces armées russes ont été si mal préparées en Afghanistan.
Le régiment est composé de deux bataillons spéciaux et équipé de 15 véhicules BTR-80 et 1 BTR-D :
- Le 218e bataillon est formé en 1992 et basé à Moscou-Sokolniki[3];
- Le 901e bataillon est formé le 20 novembre 1979[4].

En 2016, le régiment est agrandi en une brigade et ses compagnies Spetsnaz triplées, passant de 6 à 18, augmentant la capacité de l'unité de deux zones opérationnelles à trois. L'unité fait partie des forces aéroportées russes et est directement subordonnée au quartier général de ces forces. Cependant, il est également subordonné au GRU sur le plan opérationnel.

## Histoire

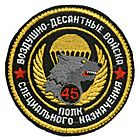
ancien insigne et non officiel du 45e régiment.

La brigade est formée sur la base de deux bataillons, chacun ayant une histoire et un développement distinct. Avec un effectif initial de 800 personnes hautement qualifiées, l'unité dispose de capacités de reconnaissance spéciales et d'innovations particulièrement puissantes, notamment des drones et des moyens de guerre psychologique sur mesure. La quasi-totalité de ses officiers étaient « préparés dans le système Spetsnaz du GRU ».
Le 901e bataillon est formé le 20 novembre 1979, sur le territoire du district militaire transcaucasien, et est immédiatement transféré en Tchécoslovaquie, dans le Groupement central des forces soviétiques. En mars 1989, dans le cadre du retrait des troupes soviétiques d'Europe de l'Est, le bataillon est évacué d'Alūksne, en RSS de Lettonie et transféré dans le district militaire de la Baltique. En mai 1991, le bataillon retourne dans le district militaire transcaucasien et est transféré à Soukhoumi, en RSSA d'Abkhazie. En août 1992, le bataillon est transféré du district militaire transcaucasien et subordonné à l'état-major des troupes aéroportées et renommé 901e bataillon aéroporté. En tant que bataillon séparé, celui-ci est transféré dans la 7e division d'assaut aéroporté de la Garde.

### Guerre d'Abkhazie
En 1993, pendant le conflit abkhaze-géorgien, le bataillon effectue des tâches de protection et de défense contre le pillage et la destruction d'importantes installations militaires et gouvernementales sur le territoire de l'Abkhazie. Au cours de cette période, huit membres du bataillon sont tués (avant la fin de leur service militaire), et une vingtaine d'hommes blessés. Pour les missions de combat, treize hommes reçoivent l'ordre « pour le courage personnel », vingt et un hommes la médaille « pour le courage » et un homme la médaille « pour le mérite ».
En octobre 1993, le bataillon est déplacé de la ville de Soukhoumi vers la région de Moscou, où en février de l'année suivante, il est transformé en 901e bataillon des forces spéciales. Avec le début de la formation du régiment des forces spéciales, le bataillon est inclus dans sa composition.
Le 218e bataillon des troupes aéroportées des forces spéciales est formé le 25 juillet 1992. Par ordre du commandant des troupes aéroportées, dans la continuité historique, ce jour est considéré comme le jour de formation de ce bataillon. Celui-ci est impliqué en tant que force de maintien de la paix dans les zones de conflit interethnique de la région de Transnistrie en juin et juillet 1992, en Ossétie du Nord en septembre-novembre 1992 et en Abkhazie en décembre 1992. De nombreux membres du bataillon recevront des récompenses d'État pour leur bravoure et leur héroïsme.

### Guerres tchétchènes et insurrection du Caucase du Nord
L'utilisation active de ce bataillon pour effectuer des missions spéciales dans divers conflits nécessite la formation de nouvelles forces spéciales pour accomplir des tâches similaires dans les troupes aéroportées et leur intégration dans le régiment. En juillet 1994, le régiment est entièrement formé, doté de personnel, d'équipements et se dirige vers le front. Le 2 décembre 1994, le régiment se rend dans le Caucase du Nord pour participer aux opérations contre les forces rebelles sur le territoire de la république tchétchène. Au cours de la période du 12 décembre 1994 au 25 janvier 1995, des groupes de reconnaissance et des groupes d'unités spéciales du régiment, en collaboration avec des unités des troupes aéroportées, prennent part aux combats sur les cibles les plus importantes de l'adversaire, notamment la bataille de Grozny. Le 12 février 1995, des formations et des unités du régiment retournent à leur garnison permanente à Soukhoumi.

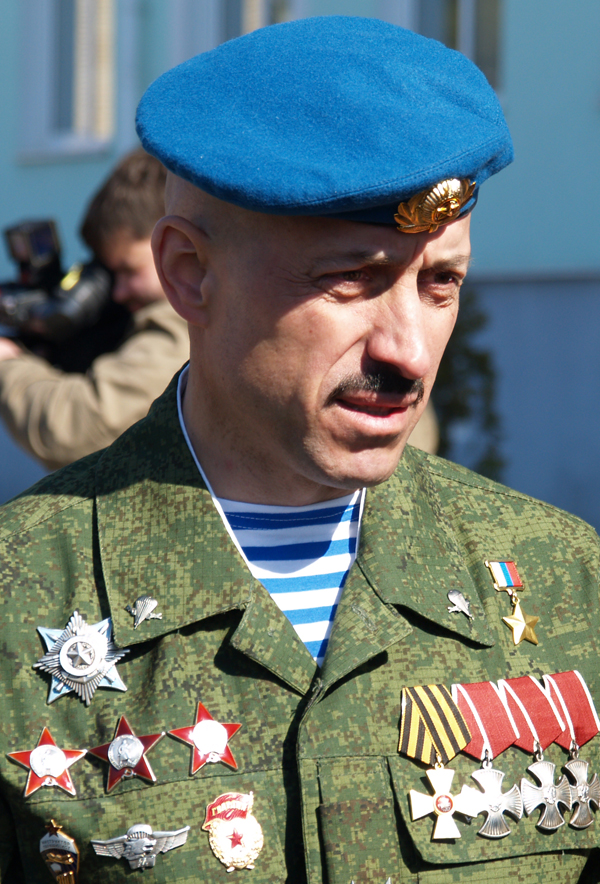
Anatoly Lebed, célèbre parachutiste et commandant du régiment.

Le 15 mars 1995, l'unité consolidée du régiment retourne en Tchétchénie, continuant à mener des missions de combat jusqu'au 13 juin 1995. Par décret du président de la fédération de Russie du 21 juillet 1995, le commandant du groupe de renseignement des opérations spéciales, le lieutenant principal Ermakova, pour le courage et l'héroïsme dont il a fait preuve lors de la mission spéciale de désarmement des rebelles tchétchènes, reçoit le titre de héros de la fédération de Russie à titre posthume. Le 30 juillet 1995, l'unité inaugure solennellement le monument à la mémoire des scouts. Le 9 mai 1995, Jour de la Victoire, le régiment reçoit le diplôme du président de la fédération de Russie pour ses services à la nation. Le régiment participe au défilé dédié au 50e anniversaire de la victoire sur l'Allemagne nazie.
De février à mai 1997, l'unité consolidée du régiment participe à la mission de maintien de la paix dans la zone de séparation des Forces armées géorgiennes et abkhazes dans la ville de Goudaouta. Le 26 juillet 1997, le régiment reçoit le drapeau de guerre et la charte du 5e régiment de fusiliers aéroportés de la Garde de 2e classe (Moukatchevo), Ordre de Koutouzov, de la 2e division aéroportée de la Garde, qui a été dissous le 27 juin 1945, afin de fournir des informations historiques, continuité des unités aéroportées de la Seconde Guerre mondiale.
À partir du 12 septembre, le régiment participe à des opérations spéciales de reconnaissance et antiterroristes dans le Caucase du Nord.

### Entraînement avec les forces spéciales américaines
En mai 2012, 22 soldats de la 45e visitent Fort Carson, au Colorado. Pendant leur séjour, les soldats reçoivent une formation du 10e groupe de forces spéciales des États-Unis, notamment des cours sur le fonctionnement de certaines armes américaines. Ils se familiarisent également avec certaines tactiques des forces spéciales américaines. L'accent est mis sur la reconnaissance, la guerre dans les montagnes, la destruction des camps terroristes et les démolitions.

### Guerre russo-ukrainienne
Des soldats masqués, surnommées les « petits hommes verts », prétendument du 45e régiment russe, opèrent à Sloviansk et Kramatorsk, dans la région de Donetsk, déclare le vice-premier ministre ukrainien Vitaly Yarema aux journalistes le 15 avril 2014, dans la région de Poltava : « Nous avons identifié les personnes qui se trouvent actuellement à Sloviansk et Kramatorsk. Ils représentent une unité du 45e régiment 'Koupianka −1', logé près de Moscou. Cette unité opère maintenant sur le territoire de l'Ukraine. »[réf. nécessaire].
Cela fait suite à une analyse publiée le mois précédent par le magazine finlandais Suomen Sotilas (Soldat de Finlande) qui identifie une gamme d'armes et d'équipements exclusivement en service en Russie, repérés sur des photos prises lors de l'intervention. Les troupes étrangères seraient « [avec une très forte probabilité] le 45e régiment de reconnaissance de la Garde » basé à Koubinka, à Moscou. La Russie nie la présence de ses troupes dans l'est de l'Ukraine, comme elle l'a précédemment fait lors de l'annexion de la Crimée. En 2015, l'unité est transformée en brigade.
En janvier 2022, des éléments de la brigade sont déployés en Biélorussie dans le cadre de la crise ukrainienne. Le 24 février 2022, ses soldats attaquent l'aéroport de Hostomel, mais échouent à avancer au plus près de Kiev. La brigade se retire de l'aéroport de Hostomel vers la Biélorussie ou la Russie avant le 2 avril 2022.
En juin 2023, la brigade joue un rôle majeur, mais ne peut empêcher les forces ukrainiennes de percer les positions défensives russes au sud de Mala Tokmatchka. Cela conduit également à endommager quelques équipements fournis par les alliés occidentaux, tels que les véhicules de combat Bradley et les chars allemands Leopard 2.

## Militaires décorés
Cinq militaires du régiment reçoivent le titre de héros de la fédération de Russie. D'autres sont récompensés par des ordres et des médailles comprennant:
- Ordre du Courage – 79
- Ordre du Mérite militaire – 17
- Ordre du Mérite de la Patrie – 3
- Médaille de l'Ordre du Mérite de la Patrie (en), de 2e classe avec épées – 10
- Médaille du Courage – 174
- Médaille de Souvorov (en) – 166
- Médaille de Joukov (en) – 7

## Rôle dans la vie publique
Le régiment organise des compétitions de jeunes pour les sports applicables militairement parmi les clubs patriotiques militaires. Lors de différentes célébrations à Moscou et dans la région de Moscou, il organise des démonstrations de parachutisme, avec des commandos pratiquant des combats au corps à corps. Chaque année depuis 1995, un groupe d'opérations spéciales, formé sur la base du régiment, participe à la compétition internationale entre les forces spéciales des États-Unis, d'Allemagne, de Belgique, d'Espagne, de Grèce, de Serbie, de Roumanie, de Bulgarie et de Russie, tenue en Bulgarie sur le programme de partenariat pour la paix. Les soldats de la brigade prennent part au défilé du Jour de la Victoire de Kiev en 2010 sur Khrechtchatyk dans le cadre d'un contingent conjoint avec le régiment de la Garde présidentielle indépendante ukrainienne Hetman Bohdan Khmelnytsky,.